# Ypthima cerealis
Ypthima cerealis är en fjärilsart som beskrevs av Watson 1897. Ypthima cerealis ingår i släktet Ypthima och familjen praktfjärilar. Inga underarter finns listade i Catalogue of Life.